# نيللي جيبكوسغي
نيللي جيبكوسجي (ولدت في 14 أذار 1991)، هي رياضية وعداءة كانت تنافس عالمياً باسم كينيا، أما الآن فهي تنافس باسم البحرين. تختص بعدو المسافات المتوسطة خصوصاً سباق الـ 800 متر. شاركت في بطولة العالم للشباب لألعاب القوى في 2010 ممثلة لكينيا. كما أنها شاركت بألعاب كل أفريقيا في 2011.
أدت الاختلافات بين الهيئات الوطنية إلى عدم تأهل جيبكوسغي لتمثيل البحرين حتى شهر مارس من 2021، كما أنها فشلت بتمثيل كينيا بمسابقة الألعاب الأفريقية لعام 2019 على الرغم من اختيارها. أفضل أرقامها القياسية 1:58.96 دقيقة في سباق الـ 800 متر، و4:00.99 دقيقة في سباق الـ 1500 متر. كما أنها تحمل الرقم القياسي الكيني في سباق 1000 متر بزمن 2:35.30 دقيقة. فازت ثلاث مرات على حلبة اتحاد الألماس IAAF وفازت عام 2013 في فان دام التذكاري والرياضية والتجمع الدولي لمحمد السادس في الرباط في 2019. كما أنها حصلت على المركز السادس عالميا بسباق 800 متر للنساء بمجموع 1316 نقطة.
من أهم إنجازاتها سباق 800 متر للسيدات في عام 2019 في دوري الألماس IAAF في الرباط، عاصمة المغرب، في 16 يونيو 2019 بالتحديد. حيث فازت نيللي جيبكوسغي بالمركز الأول منهية السباق بزمن 1:59.50 دقيقة. وقد تفوقت جيبكوسغي على العداءة الأثيوبية هابيتام أليمو التي أنهت بزمن 1:59.90 دقيقة. في حين احتلت أولها ليخوفا الأوكرانية المركز الثالث بتوقيت 2:00.35 دقيقة.
ستكون نيللي مؤهلة لتمثيل BRN من 13 أغسطس 2021 في المسابقات التمثيلية الوطنية وفقا للقاعدة 5.2 (أ) '2' من قواعد مسابقة IAAF.

## أفضل إنجازاتها الشخصية
- 400 متر: 53.8 (2017)
- 800 متر: 1:58.96 (2018)
- 1000 متر: 2:35.30 (2018) NR
- 1500 متر: 4:00.99 (2018)
- سباق الميل: 4:25.15 (2017)

## وصلات خارجية
- نيللي جيبكوسغي على موقع الاتحاد الدولي لألعاب القوى (الإنجليزية)
- نيللي جيبكوسغي على موقع الدوري الماسي (الإنجليزية)
- نيللي جيبكوسغي على موقع اللجنة الأولمبية الدولية (الإنجليزية)

- نبذة عن نيللي جيبكوسغي  على موقع الاتحاد الدولي لألعاب القوى